# Tharandt
Tharandt is een gemeente en plaats in de Duitse deelstaat Saksen, en maakt deel uit van de Landkreis Sächsische Schweiz-Osterzgebirge.
Tharandt telt 5.416 inwoners.

## Indeling van de gemeente

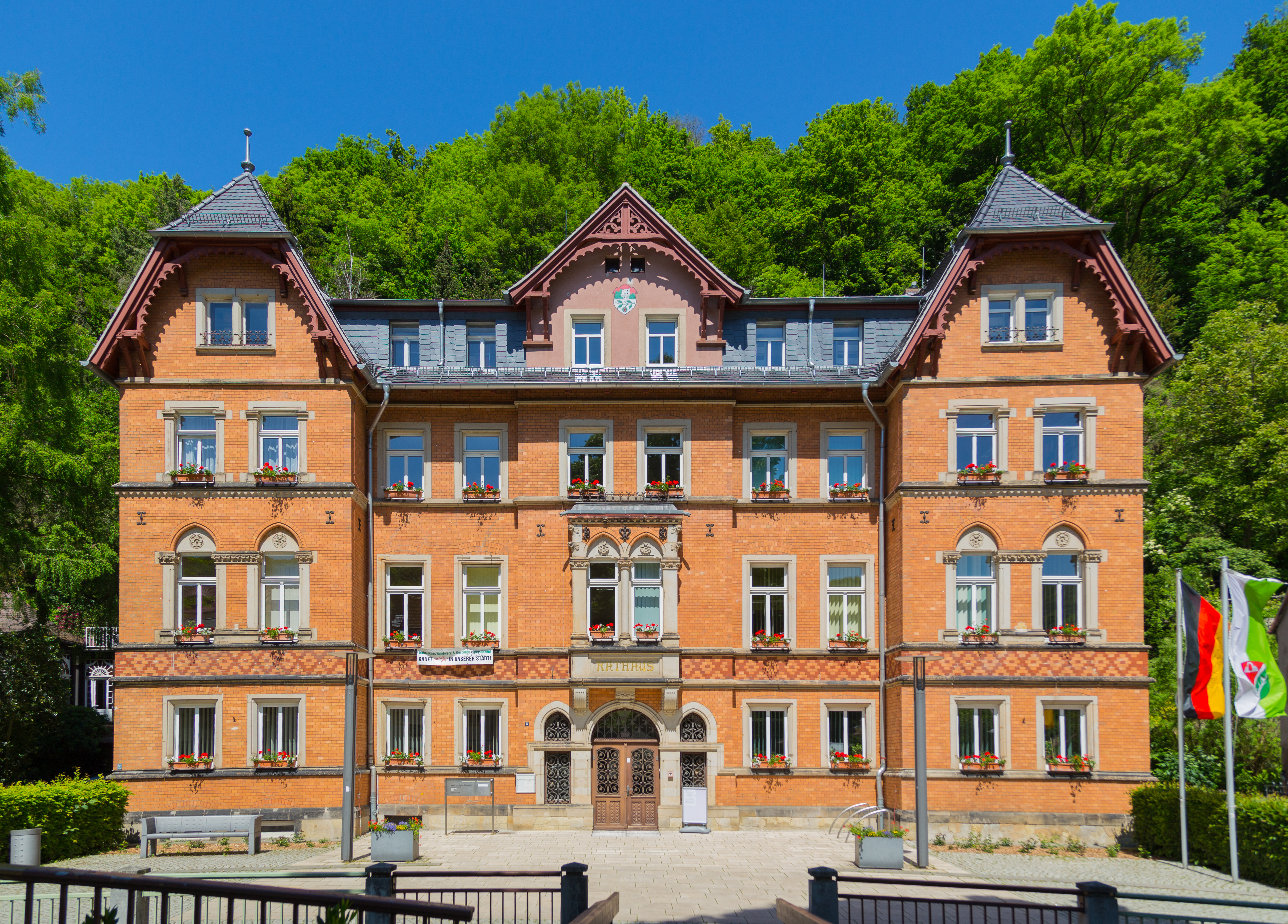
Stadhuis

De gemeente Tharandt bestaat uit vier Ortschaften, met in totaal 7 Ortsteile.
Dit zijn:
- de stad Tharandt zelf
- Kurort Hartha, 2-3 kilometer ten westen van Tharandt, bestaande uit:
  - Kurort Hartha zelf (SAE)
  - Fördergersdorf (SAE); 2 km ten noorden van Kurort Hartha
  -  Grillenburg (SAE); 6 km ten zuidwesten van Tharandt, een gehucht met minder dan 150 inwoners, midden in het bos
  -  Spechtshausen (SAE); 2 km ten westen van Kurort Hartha
- Großopitz, alleen bestaande uit het gelijknamige dorp; ruim 2 km ten noordoosten van Tharandt
- Pohrsdorf (SAE), alleen bestaande uit het gelijknamige dorp; 2 km ten westen van Fördergersdorf.

De vijf met SAE gemerkte plaatsen hebben de status van Staatlich anerkannter Erholungsort.

## Geografie en infrastructuur

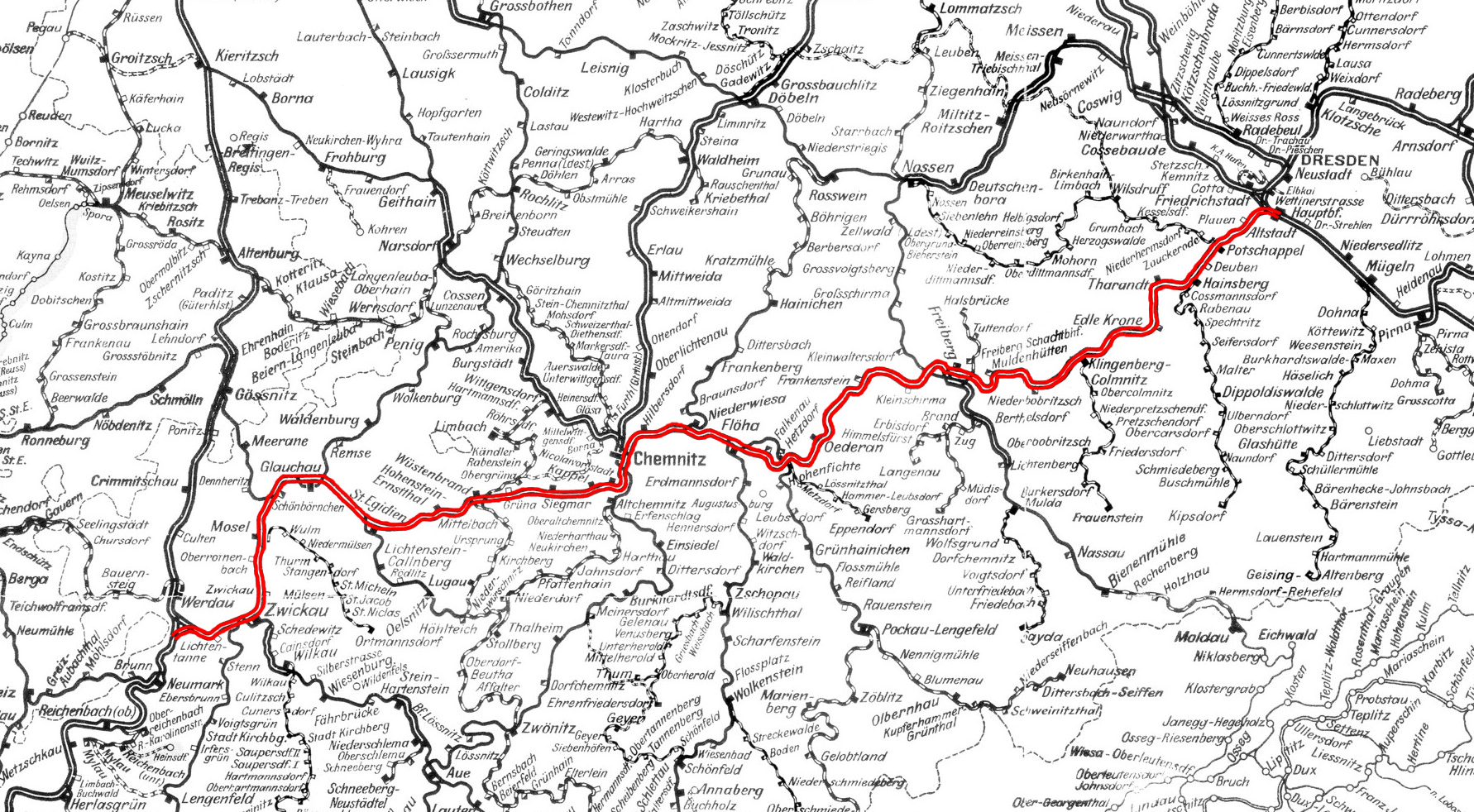
Kaart uit 1902 spoorlijn Dresden-Werdau; situering sedertdien niet ingrijpend gewijzigd

Tharandt ligt in de noordelijke uitlopers van het Ertsgebergte, ongeveer 19 kilometer ten noordoosten van Freiberg en 15 kilometer ten zuidwesten van Dresden. Halverwege Tharandt en Dresden ligt Freital. De plaatsjes liggen meest in tamelijk diepe beekdalen, omringd door beboste heuvels en bergen.
De belangrijkste hoofdverkeersweg in de omgeving van Tharandt is de Bundesstraße 173, (Freiberg-Dresden), die ongeveer 10 km ten noorden van het stadje langs loopt. De dichtstbijzijnde aansluitingen op een Autobahn liggen aan de A 4 en de A 17, op circa 15 km van Tharandt, aan de zuidwestelijke rand van de stad Dresden.
Tharandt heeft een station aan de spoorlijn van Dresden Hauptbahnhof naar Werdau. Het staat iets ten oosten van het centrum. Het is het eindstation van lijn S 3 van de S-Bahn van Dresden, die ook vier stopplaatsen te Freital aandoet.
Er rijden streekbussen tussen Dresden en Freiberg v.v. via Tharandt. Overig openbaar vervoer per bus is beperkt; veel bussen rijden alleen op werkdagen, in de spitsuren.

## Geschiedenis en economie

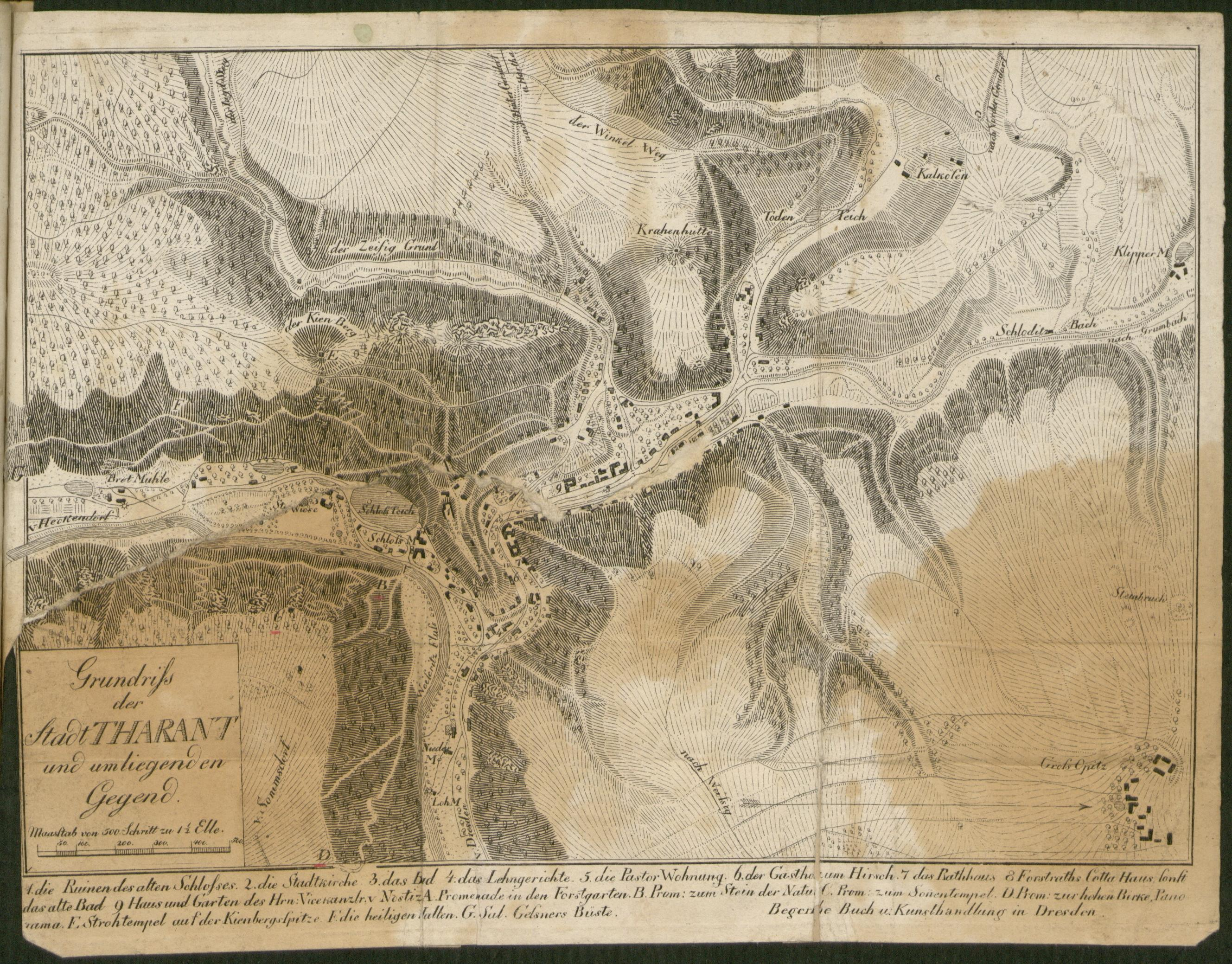
Toeristische kaart van Tharandt uit 1812

In de 13e eeuw is voor het eerst in documenten een kasteel bij Tharandt vermeld. Het werd bewoond door leden van steeds verschillende adellijke geslachten. In 1510 overleed Sidonia van Bohemen er. Kort daarna sloeg de bliksem in in het kasteel, dat daarna tot een ruïne verviel, mede omdat de plaatselijke heren het recyclen van de stenen uit de muren voor eigen gebruik toestonden.
In de 16e en 17e eeuw heette het stadje tijdelijk, om onbekende redenen, Granaten, wat op oude landkaarten te zien is. In 1609 bevestigde vorst Christiaan II van het Keurvorstendom Saksen de stadsrechten van Tharandt. Vermoedelijk zijn die in de 16e eeuw verleend, maar documenten daarover bestaan niet meer.
In 1792 werden bij Tharandt twee minerale bronnen ontdekt, waarvan het water als geneeskrachtig werd beschouwd. Er ontwikkelde zich een kuuroord. Voor het toerisme werd al in 1796 een net van wandelpaden in de omringende heuvels uitgezet. In 1805 werd er een groot, voornaam hotel gebouwd; vanuit het naburige Dresden reden dagelijks extra postkoetsen. De stroming van de Romantiek maakte, dat het door welgestelde mensen, o.a. uit de steden Dresden en Freiberg, bezoeken van fraaie berglandschappen en schilderachtige ruïnes juist in de mode was.
Sedert 1811 is te Tharandt een bosbouwacademie gevestigd. Deze maakt sinds 1941 deel uit van de Technische Universiteit Dresden. Het initiatief, om deze instelling in Tharandt te vestigen, was afkomstig van de gerenommeerde bosbouwkundige Heinrich Cotta. Bij de Bosbouwacademie behoort ook een 34 hectare groot arboretum. Vergelijk: Eberswalde, waar in 1830 vanuit Berlijn een soortgelijke instelling werd opgericht.
In het ten zuidwesten van Tharandt gelegen gehucht Grillenburg stond sinds de 13e eeuw een in de 17e eeuw ingrijpend verbouwd jachtslot. In 2024 is men begonnen, dit te slopen. Het zal, conform het oorspronkelijke uiterlijk, en met hergebruik van historisch waardevolle bouwelementen, worden herbouwd. De Bosbouwacademie van Tharandt en de Technische Universiteit Bergakademie te Freiberg gaan de nieuwe gebouwen als congres- en universitair onderwijs- en researchcentrum gebruiken (geplande jaar van ingebruikname: 2028). Naast het toerisme vormen deze wetenschappelijke instellingen de voornaamste pijler van de economie van de gemeente Tharandt.
In 1852 verwierf Tharandt aansluiting op het spoorwegnet. Tussen 1858 en 1861 werd naast de intussen ten gerieve van het toerisme geconserveerde kasteelruïne een nieuw Stadtschloss gebouwd, in Tudorstijl met oriëntalistische elementen. Het in 1936 na een brand ingrijpend verbouwde pand is sinds 2002 als privé-woonhuis in gebruik. In 1893 experimenteerde een molenaar uit Tharandt er, met enig succes, met het opwekken (voor straatverlichting en gebruik in woningen) van elektriciteit met behulp van dynamo's, aangedreven door zijn watermolen.
Bij het Hoogwater in Centraal-Europa 2002 trad het door Tharandt stromende riviertje de Wilde Weißeritz buiten zijn oevers. In Tharandt was de materiële schade zeer groot. Onder andere ging een deel van de universiteitsbibliotheek van de Bosbouwacademie verloren.
Andere historische gebeurtenissen van meer dan plaatselijke betekenis zijn, ook uit de Tweede Wereldoorlog, voor zover bekend niet overgeleverd.

## Bezienswaardigheden
Tharandt wordt, vanwege de schilderachtige ligging en de fraaie beuken- en andere bossen in de omgeving, al sinds het eind van de 18e eeuw door toeristen bezocht. Reeds Johann Wolfgang von Goethe en Friedrich Schiller kwamen er om er van de omgeving te genieten. Vooral in het Tharandter Wald, ten zuidwesten van het stadje, kan men ook tegenwoordig nog mooie wandelingen maken.
Van tijd tot tijd kan men in de zomermaanden ritten in historische postkoetsen en andere rijtuigen maken.

## Afbeeldingen

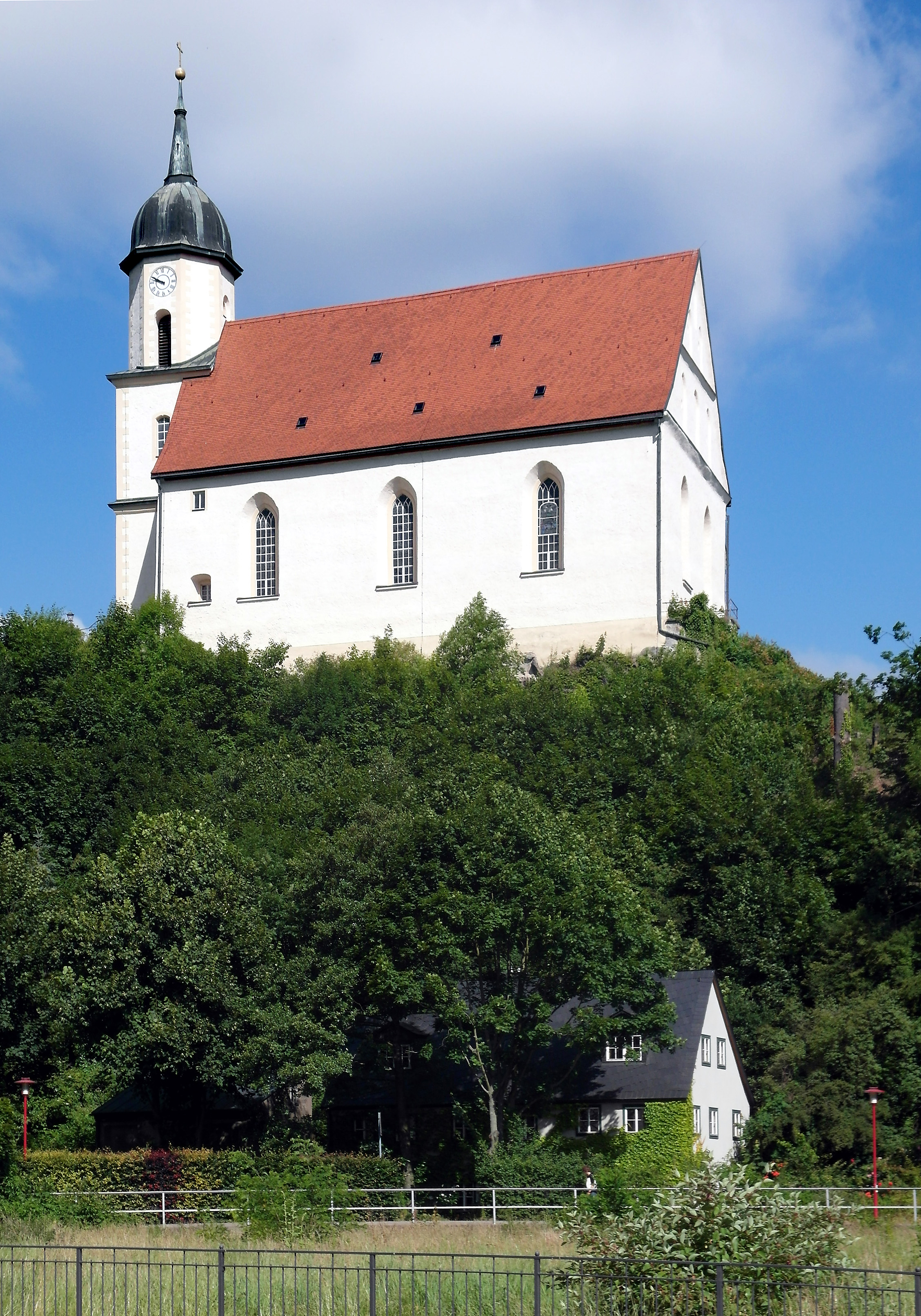
Evangelisch-lutherse Heilig-Kruiskerk, Tharandt (gebouwd in het begin van de 19e eeuw)
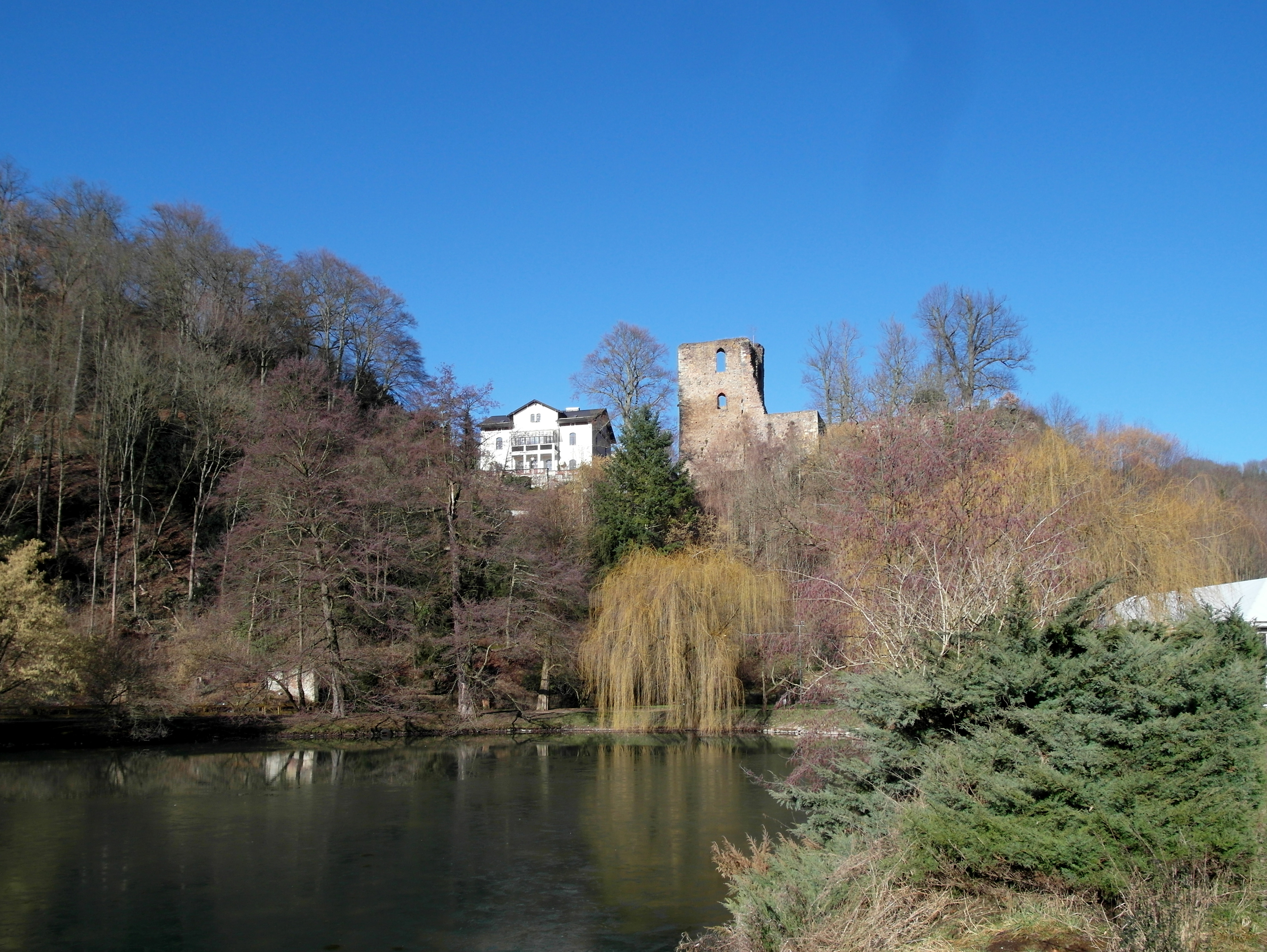
Gezicht op de kasteelruïne
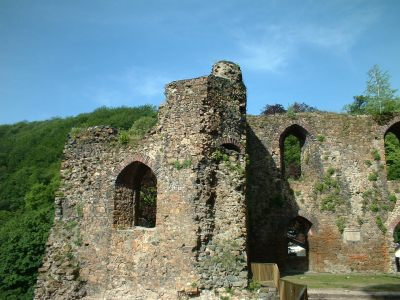
Kasteelruïne
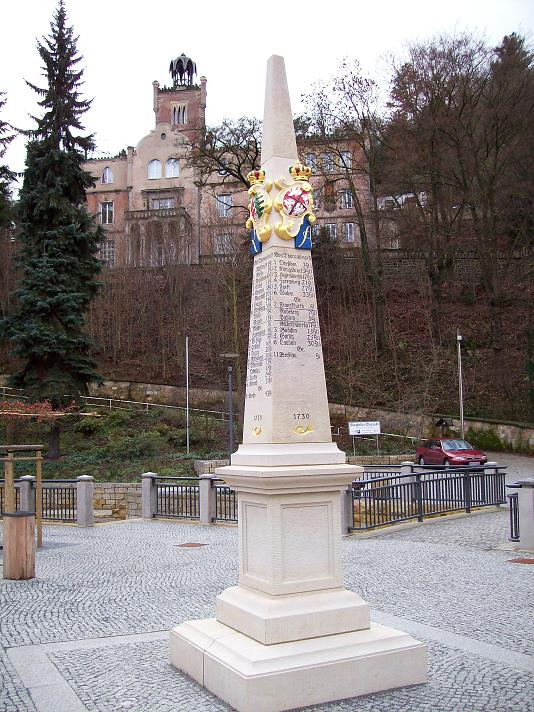
Mijlpaal voor de postkoetsen, 1860, replica uit 1964
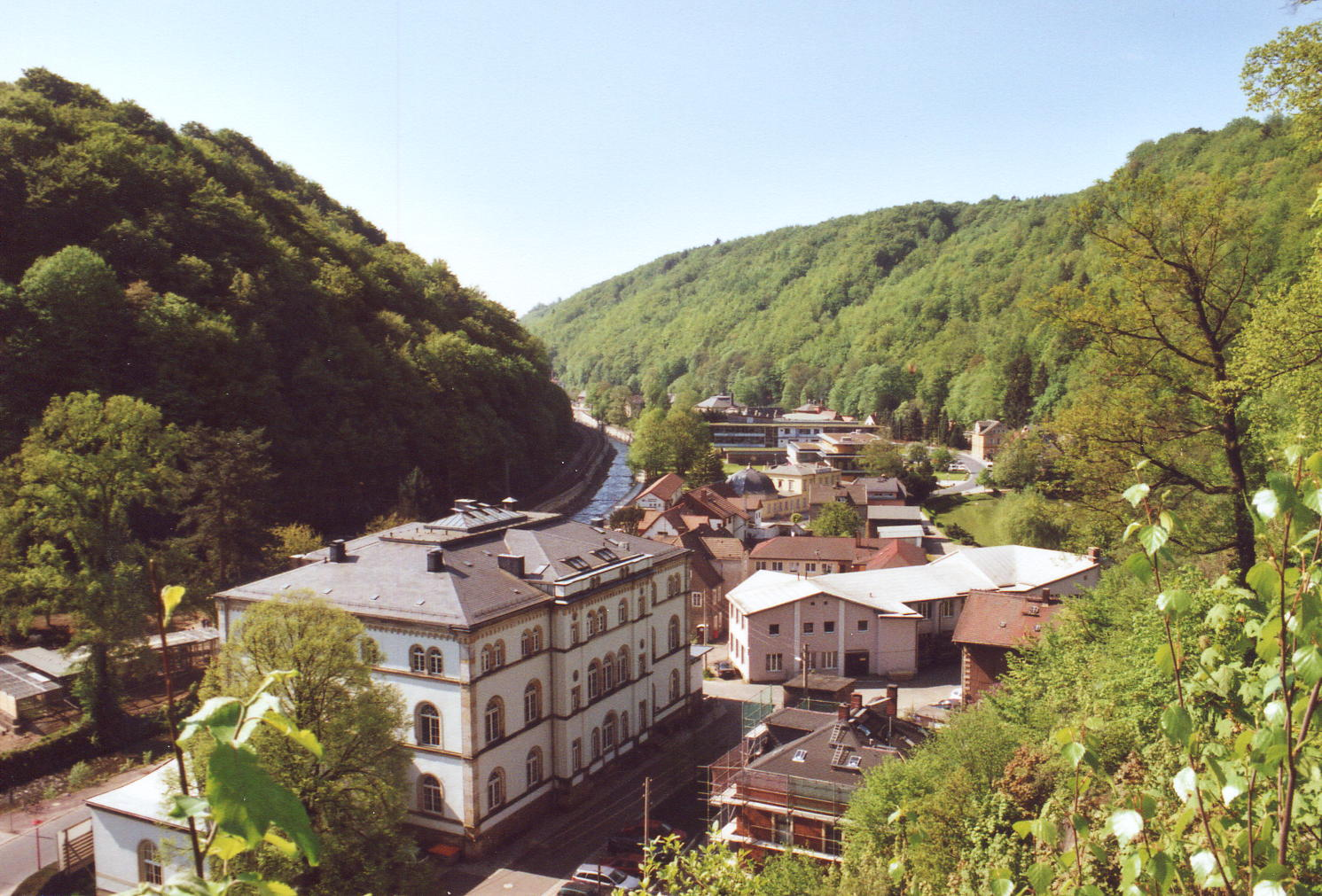
Bosbouwacademie van de TU Dresden in Tharandt

## Belangrijke personen in relatie tot de gemeente
- Sidonia van Bohemen (Bohemen, 1449 - Tharandt, 1510), ook wel "Sidonie von Böhmen" en in het Tsjechisch "Zděnka z Poděbrad" of "Zděnka von Podiebrad" genoemd, Duits vorstin, echtgenote van Albrecht van Saksen (1443-1500)
- Johann Heinrich Cotta (1763-1844, in Tharandt overleden), bosbouwdeskundige

## Partnergemeentes
Tharandt onderhoudt jumelages met:
- Blaubeuren, Beieren
- Cheb, Tsjechië
- Poděbrady, Tsjechië
- Piennes, Frankrijk.

Altenberg ·
Bad Gottleuba-Berggießhübel ·
Bad Schandau ·
Bahretal ·
Bannewitz ·
Dippoldiswalde ·
Dohma ·
Dohna ·
Dorfhain ·
Dürrröhrsdorf-Dittersbach ·
Freital ·
Glashütte ·
Gohrisch ·
Hartmannsdorf-Reichenau ·
Heidenau ·
Hermsdorf/Erzgeb. ·
Hohnstein ·
Klingenberg ·
Königstein ·
Kreischa ·
Liebstadt ·
Lohmen ·
Müglitztal ·
Neustadt in Sachsen ·
Pirna ·
Porschdorf ·
Rabenau ·
Rathen ·
Rathmannsdorf ·
Reinhardtsdorf-Schöna ·
Rosenthal-Bielatal ·
Sebnitz ·
Stadt Wehlen ·
Stolpen ·
Struppen ·
Tharandt ·
Wilsdruff
- Gemeinsame Normdatei: 4106217-6
- Library of Congress Control Number: n83136819
- MusicBrainz: 749a4149-46f0-45a3-be2f-bacc7ad8f8ea
- Nationale Bibliotheek van Tsjechië: ge892704
- Nationale Bibliotheek van Israël: 987007557404405171
- Virtual International Authority File: 312810779
- WorldCat: E39PBJpDQQV6CF3t9hHQDX7WDq